# AS Roma 1982/1983
Sezon 1982/1983 klubu AS Roma.

## Sezon
W 1983 roku Nils Liedholm doprowadził Romę do pierwszego od 1942 roku mistrzostwa Włoch. "Giallorossi" zdobyli 43 punkty o 4 wyprzedzając Juventus F.C. i o 5 Inter Mediolan. Najlepszym strzelcem zespołu w mistrzowskim sezonie został po raz kolejny Roberto Pruzzo, który tym razem strzelił 12 goli, a po 7 strzelili Agostino Di Bartolomei i Falcão. Z 30 meczów Roma wygrała 16, zremisowała 11 i przegrała zaledwie 3. Sukcesu nie osiągnęła za to w Pucharze UEFA i odpadła w ćwierćfinale po meczach z SL Benfica (1:2, 1:1).

## Rozgrywki
- Serie A: mistrzostwo
- Puchar Włoch: ćwierćfinał
- Puchar UEFA: ćwierćfinał

## Skład i ustawienie zespołu
| W SEZONIE 1982/1983    |          |                |       |      |
| Imię i nazwisko        | Kraj     | Data urodzenia | Mecze | Gole |
| Trener                 |          |                |       |      |
| Nils Liedholm          | Szwecja  | 08.10.1922     |       |      |
| Bramkarze              |          |                |       |      |
| Franco Superchi        | Włochy   | 01.09.1944     | 1     | 0    |
| Franco Tancredi        | Włochy   | 10.01.1955     | 30    | 0    |
| Obrońcy                |          |                |       |      |
| Agostino Di Bartolomei | Włochy   | 08.04.1955     | 28    | 7    |
| Massimo Gregori        | Włochy   | 15.06.1964     | 0     | 0    |
| Aldo Maldera           | Włochy   | 14.10.1953     | 26    | 1    |
| Michele Nappi          | Włochy   | 30.08.1951     | 16    | 0    |
| Sebastiano Nela        | Włochy   | 13.03.1961     | 28    | 0    |
| Ubaldo Righetti        | Włochy   | 01.03.1963     | 12    | 0    |
| Pietro Vierchowod      | Włochy   | 06.04.1959     | 30    | 0    |
| Pomocnicy              |          |                |       |      |
| Carlo Ancelotti        | Włochy   | 10.06.1959     | 23    | 2    |
| Odoacre Chierico       | Włochy   | 28.03.1959     | 16    | 2    |
| Bruno Conti            | Włochy   | 23.03.1955     | 26    | 3    |
| Falcão                 | Brazylia | 16.10.1953     | 27    | 7    |
| Giuseppe Giannini      | Włochy   | 20.08.1964     | 0     | 0    |
| Paolo Giovannelli      | Włochy   | 01.10.1960     | 1     | 0    |
| Herbert Prohaska       | Austria  | 08.08.1955     | 26    | 3    |
| Claudio Valigi         | Włochy   | 03.02.1962     | 13    | 0    |
| Napastnicy             |          |                |       |      |
| Paolo Baldieri         | Włochy   | 02.02.1965     | 0     | 0    |
| Maurizio Iorio         | Włochy   | 06.06.1959     | 25    | 5    |
| Roberto Pruzzo         | Włochy   | 01.04.1955     | 27    | 12   |
| Paolo Alberto Faccini  | Włochy   | 22.01.1961     | 3     | 1    |